# كريستيان غنتنر

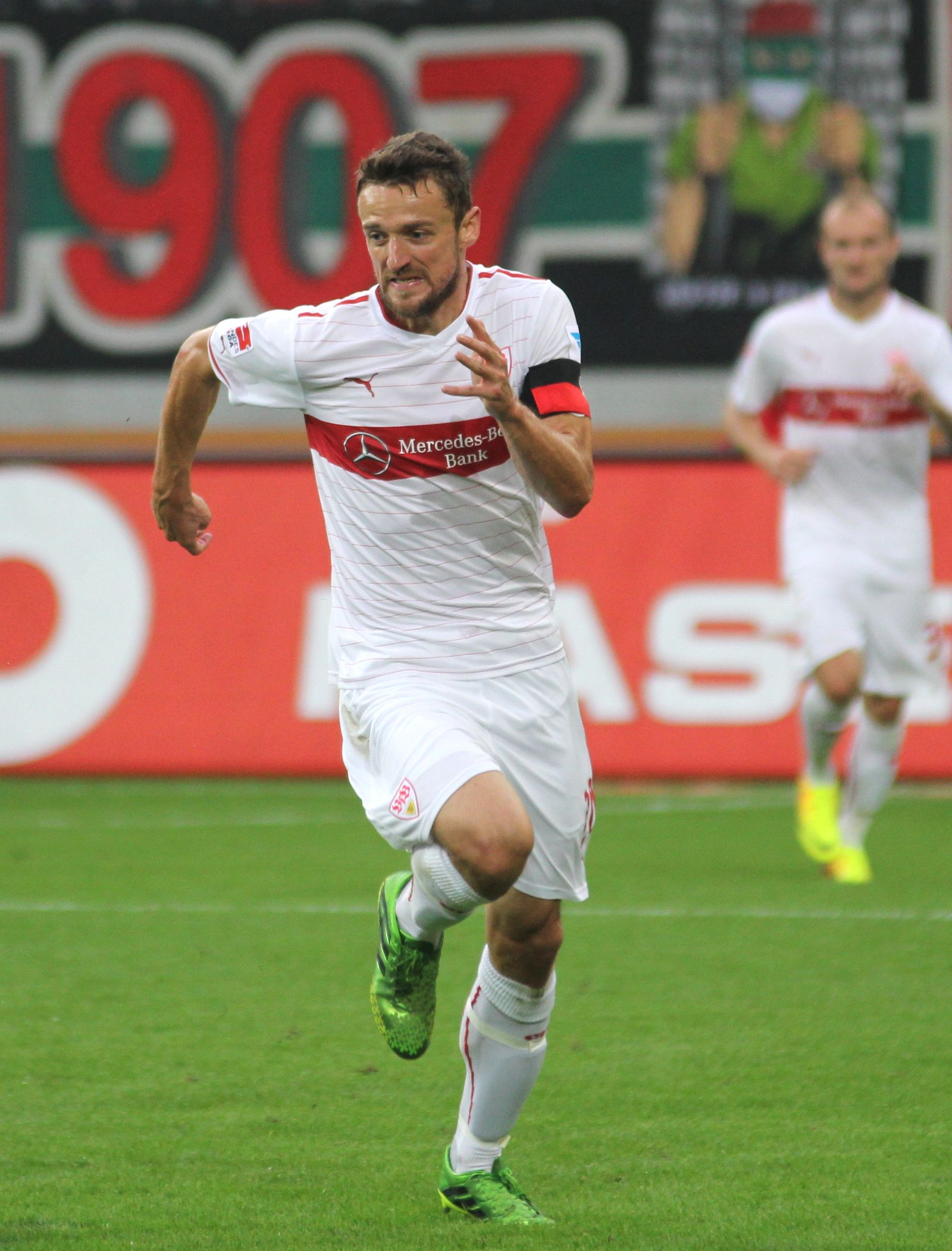

كريستيان غينتنر (بالألمانية: Christian Gentner)‏ (مواليد 14 أغسطس 1985 في نورتينغن - ألمانيا الغربية) لاعب كرة قدم ألماني يلعب حاليا لصالح نادي الدرجة الأولى فولفسبورغ الألماني منذ 2007 في مركز الوسط المحوري . .

## مسيرته الكروية
لعب كريستيان غنتنر خلال مسيرته الاحترافية مع 4 أندية في سبعة عشر موسمًا وسجل خلالها 58 هدفًا ضمن 470 مباراة. ولم يفز بأي موسم بالكأس وفاز في موسمين بالدوري.
خاض كريستيان غنتنر مسيرته مع نادي شتوتغارت في موسم 2004–05 في المرة الأولى واستمر معه طيلة ثلاثة مواسم ثم في موسم 2010–11 ليلعب معه تسعة مواسم، مشاركًا طوالها في 312 مباراة سجل خلالها 38 هدفًا. ثم انتقل إلى نادي فولفسبورغ في موسم 2007–08 واستمر معه طيلة ثلاثة مواسم، حيث شارك في 99 مباراة سجل خلالها 11 هدفًا. لينتقل بعدها إلى نادي يونيون برلين في موسم 2019–20 لمدة موسم واحد، مشاركًا في 31 مباراة سجل خلالها 3 أهداف.

## روابط خارجية
- كريستيان غنتنر على موقع الاتحاد الدولي (مؤرشف)  (الإنجليزية)
- كريستيان غنتنر على موقع قاعدة بيانات كرة القدم.إي يو (الإنجليزية)
- كريستيان غنتنر على موقع بيانات كرة القدم. دي إي (الألمانية)
- كريستيان غنتنر على موقع ناشيونال فوتبول تيمز (الإنجليزية)
- كريستيان غنتنر على موقع Soccerway.com (الإنجليزية)
- كريستيان غنتنر على موقع عالم كرة القدم.نت (الإنجليزية)
- كريستيان غنتنر على موقع كووورة
- كريستيان غنتنر على موقع AS.com (الإسبانية)